# Université d'Artois
Pour les articles homonymes, voir Artois (homonymie).
Cette page est consacrée à l’université actuelle. Pour une approche historique des universités en Artois depuis 1559, voir Universités de Douai.
L’Université d’Artois est une université française située dans les Hauts-de-France et implantée sur cinq villes : Arras, Béthune, Douai, Lens et Liévin. Son siège est situé à Arras. Son nom provient de l'ancienne province de l'Artois.

## Histoire

### Création des universités multipolaires du Pas-de-Calais
En 1986, la création d'antennes de l'université de Lille est envisagée. Les élus du Pas-de-Calais s’inquiètent de la multiplication de ces antennes, et demandent la création d'une université autonome, afin de combler le retard de formation des habitants. En 1988, le rapport TEN indique que près des trois quarts de la population du Pas-de-Calais n'a pas de diplômes de l’enseignement supérieur , contre une moyenne nationale de 67 %. En 1990, Lionel Jospin, alors ministre de l'Éducation nationale, lance le plan « Universités 2000 » (l'un des plans de modernisation des universités françaises). Ce sont finalement non pas une mais deux universités multipolaires qui sont créées. Le département du Nord obtient un accord de solidarité : l'université du Littoral comprend une antenne à Dunkerque, et celle de l'Artois une à Douai. Le Conseil général finance ce projet à hauteur de 280 millions de francs, dont 100 millions de francs en 1990.

### Construction de l'université, ouverture et développement
La création de l'université d'Artois nécessite la construction de 92 000 m2 de locaux pour un montant total de 492 millions de francs. Un arrêté du ministère de l'Enseignement supérieur officialise la création le 7 novembre 1991.
La première rentrée a lieu en octobre 1992. 6 000 étudiants sont alors répartis entre les deux universités départementales. Un tiers des étudiants inscrits à l'université d'Artois sont boursiers. La multipolarité permet à des jeunes de s'inscrire, alors qu'ils n'auraient pas eu les moyens d'aller à Lille. Les effectifs augmentent régulièrement d'année en année, avec l'ouverture de nouvelles sections, et en 2000, le nombre d'étudiants atteint 12 000.

### Liste des présidents
| Identité            | Période          | Période          | Durée |
| ------------------- | ---------------- | ---------------- | ----- |
| Alain Lottin        | 1991             | 2000             | 9 ans |
| Jean-Jacques Pollet | 2000             | 2005             | 5 ans |
| Jacques Sys         | 2005             | 2006             | 1 an  |
| Christian Morzewski | 2006             | 2012             | 6 ans |
| Francis Marcoin     | 2012             | 2016             | 4 ans |
| Pascale Mammone     | 25 mai 2016      | 29 novembre 2024 | 8 ans |
| Anne Daguet-Gagey   | 29 novembre 2024 | En cours         | >1 an |

## Composantes d'enseignement
L'Université d'Artois comprend 8 Unités de formation et de recherche (UFR) et de 2 Instituts Universitaires de Technologie (IUT) et une École d'Ingénieurs. Ces composantes d'enseignement sont réparties sur 5 sites.

### Lens
La ville de Lens héberge 2 sites. La faculté des sciences Jean Perrin, elle accueille 5 cursus scientifiques différents 
- Chimie
- Physique/Chimie
- Sciences de la vie
- Informatique
- Mathématiques

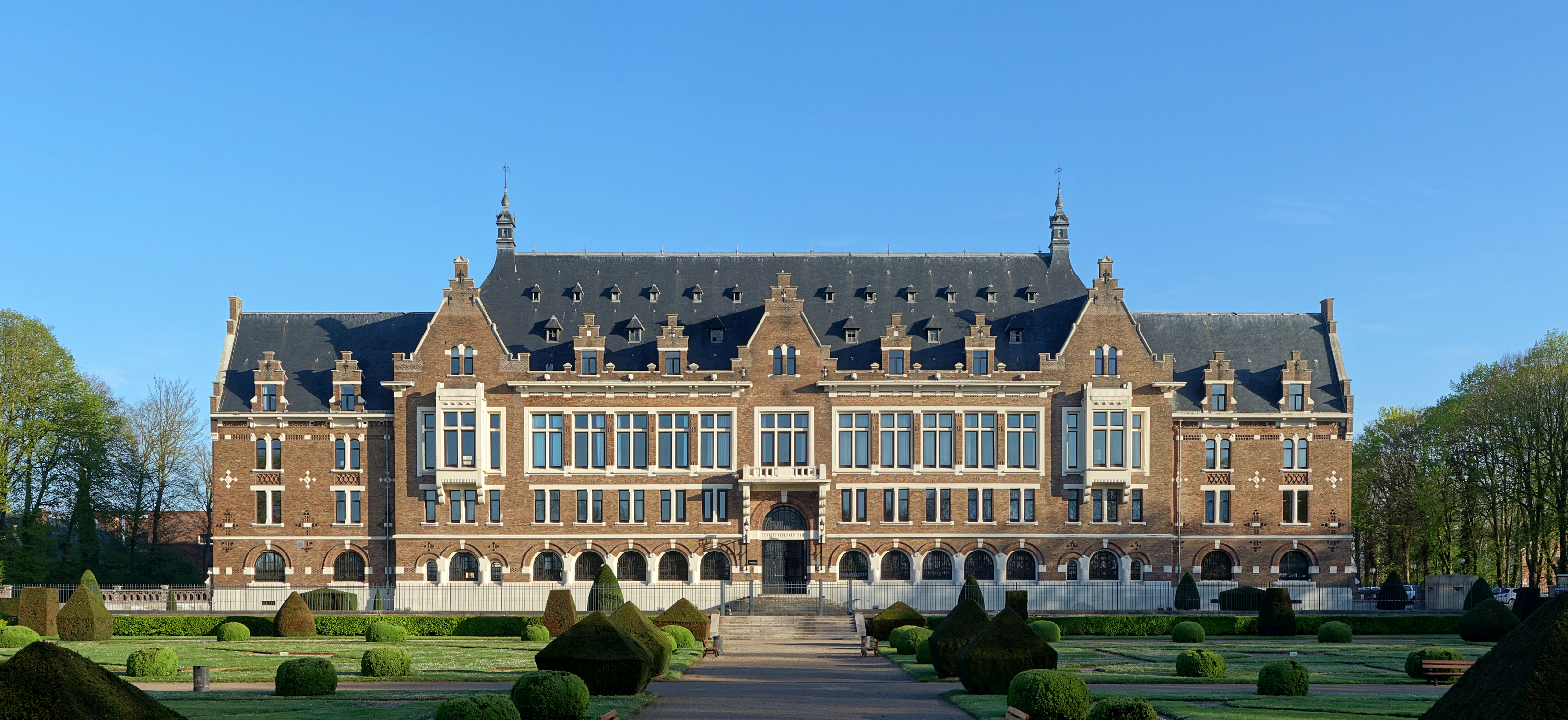
L'université d'Artois à Lens, dans les anciens grands bureaux des houillères.

La faculté de Lens propose également une Licence Accès Santé (L.AS) , ainsi qu'une 1ère année de Parcours Accès Spécifique Santé (PASS)  
La ville de Lens accueille également l'IUT de Lens qui propose des formations à travers ses 4 départements : commerce, gestion, informatique et médias numériques.

### Béthune
La ville de Béthune héberge également 2 sites. La Faculté des Sciences Appliquées, qui propose plusieurs formations dans le génie (civil, électrique...) elle accueille également l'École d'Ingénieurs de l'Artois (EIA) depuis 2023
Et l'IUT de Béthune, qui propose des Diplômes Universitaires de Technologie (DUT) dans six secteurs différents : 
- Chimie
- Qualité logistique industrielle et Organisation
- Génie civil et construction durable
- Génie mécanique et productique
- Réseaux Télécoms
- Génie électrique et informatique industrielle

### Arras
Le site d'Arras est le plus grand, et accueille le siège de l'Université d'Artois, celui-ci dispose de 4 UFR
- UFR d'Histoire, Géographie, Patrimoines
- UFR de Langues Étrangères
- UFR de Lettres et Arts
- UFR d’Économie, Gestion, Administration et Sciences Sociales (EGASS)

### Douai
Le site de Douai héberge l'Université de Droit Alexis de Tocqueville, elle comprend des formations comme : 
- La Licence de Droit
- La Licence Professionnelle « Activités juridiques »
- 4 Masters : 
  - Justice Procès Procédures
  - Droit de l’entreprise
  - Droit de l’urbanisme et de l’environnement
  - Droit des collectivités territoriales

### Liévin
Le site de Liévin accueille la Faculté des sports et de l'éducation physique. Il propose entre autres, une licence en Sciences et Techniques des activités physiques et sportives (STAPS) , qui se divise en trois parcours différents. Ainsi que 3 masters.

## Formation et recherche

### Enseignement
L'université d'Artois est une université pluridisciplinaire qui propose un large éventail de formations de bac + 1 à bac + 8. Domaines de formation :
- Arts, Lettres, Langues
- Droit, Économie, Gestion
- Sciences humaines et sociales
- Sciences, Technologies, Santé

En complément de la formation initiale traditionnelle, l'Université d’Artois propose des formations en alternance[source secondaire souhaitée] pour les jeunes qui souhaitent acquérir une expérience professionnelle tout en ayant une formation théorique, des formations continues diplômantes et non diplômantes à l’attention des adultes qui souhaitent reprendre des études, ainsi que des formations à distance.

### Recherche

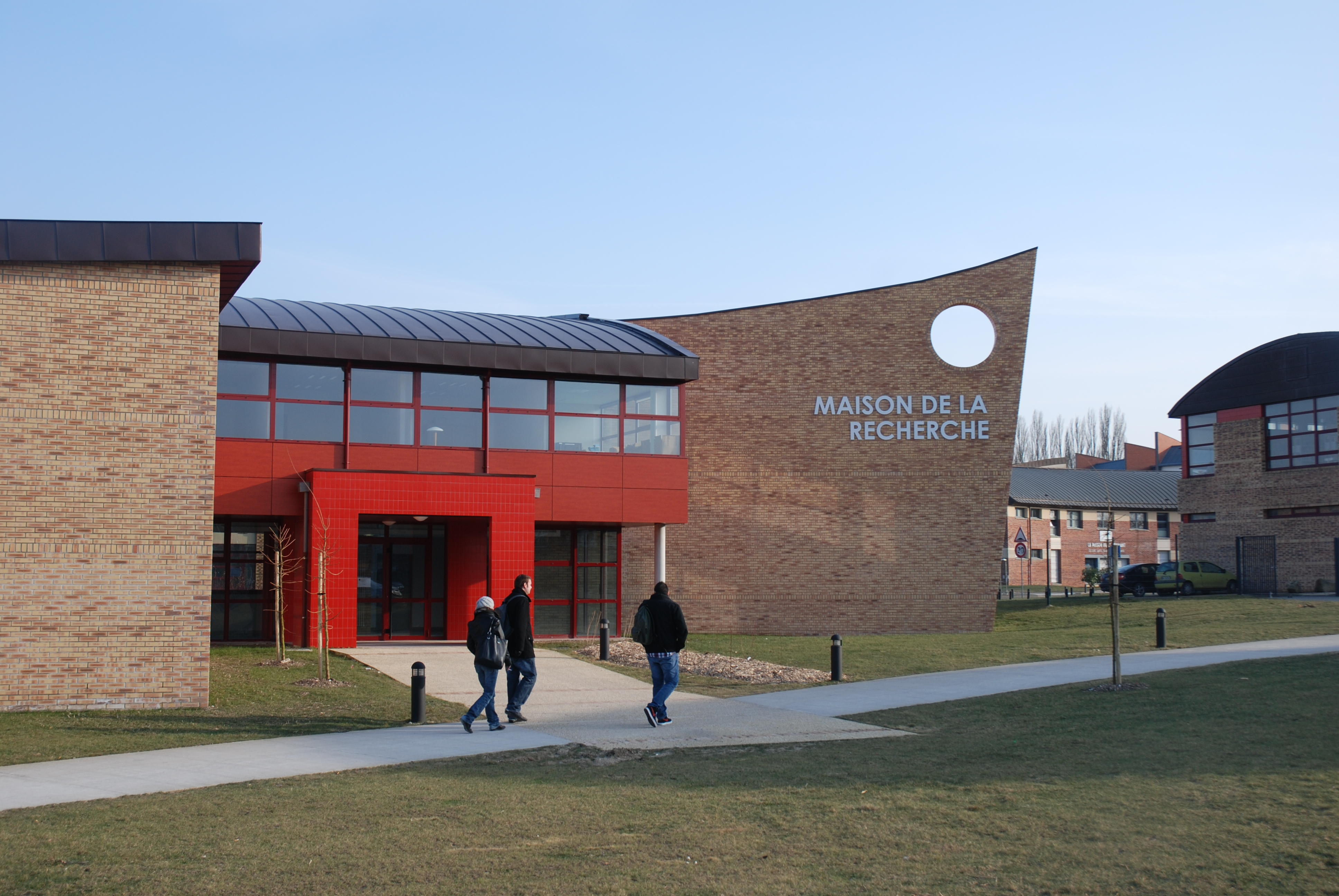
La Maison de la Recherche à Arras.

L'université d'Artois compte 16 laboratoires de recherche labellisés par la direction scientifique du ministère de l'Enseignement supérieur et de la recherche ou par le CNRS. L'établissement compte également 4 domaines d'intérêt majeur (DIM) : 
DIM 1 : « L’éco-efficacité énergétique : Habitat, Logistique, Systèmes électriques » ;
DIM 2 : « Patrimoines, territoires et transculturalités » ; 
DIM 3 : « Les recompositions du lien social : mesurer, expliquer, intervenir » ;
DIM 4 : « L'Intelligence artificielle ».
Depuis 1994, Presses Université, presses de l'université d'Artois, diffuse et valorise les connaissances issues des travaux de la recherche universitaire.
La faculté Jean-Perrin est associée à quatre laboratoires de recherche.
Enfin, les activités de recherche de l'UCCS Artois, dirigée par le Pr Éric Monflier, couvrent deux domaines : la chimie verte et l'environnement et les Nanomatériaux à visée photonique.

## Service commun de documentation
Le SCD, qui se déploie sur les cinq pôles où s'est installée l'université, comprend historiquement huit bibliothèques (une à Arras, deux à Béthune, une à Douai, deux à Lens et deux à Liévin - Angres).

## Campus
| \| Arras Béthune Douai Lens Liévin Lille Laon Beauvais Amiens \| Implantations des campus de l'université d'Artois dans la région Hauts-de-France Préfectures de région. Préfectures de département. |
| Arras Béthune Douai Lens Liévin Lille Laon Beauvais Amiens |

L'université d'Artois est située sur plusieurs zones géographiques :
- Arras (sciences humaines, histoire et géographie, arts, lettres, langues, sciences économiques et sociales, gestion)
- Béthune (sciences appliquées, ingénierie et technologie)
- Douai (droit et science politique)
- Lens (science, technologie et secteur tertiaire tertiaire)
- Liévin (STAPS : sciences et techniques des activités physiques et sportives)

## Vie étudiante
L’université d’Artois s'attache à proposer une vie étudiante de qualité. La principale qualité que revendique l'Université d'Artois est une faculté dite "à taille humaine", qui se démarque par une moins grande concentration d'étudiants et un campus plus réduit, en comparaison à d'autres universités proches, comme celle de Lille. 

### Évolution démographique
| 1992-1993 | 1993-1994 | 1994-1995 | 1995-1996 | 1996-1997 | 1997-1998 | 1998-1999 | 1999-2000 |
| --------- | --------- | --------- | --------- | --------- | --------- | --------- | --------- |
| 2 639     | 4 599     | 6 595     | 8 154     | 9 504     | 9 695     | 9 533     | 9 468     |

| 2000   | 2001   | 2002   | 2003   | 2004   | 2005   | 2006   | 2007  |
| ------ | ------ | ------ | ------ | ------ | ------ | ------ | ----- |
| 11 038 | 10 800 | 10 813 | 11 042 | 11 154 | 10 949 | 10 574 | 9 939 |

| 2008  | 2009  | 2010   | 2011   | 2020   | - | - | - |
| ----- | ----- | ------ | ------ | ------ | - | - | - |
| 9 227 | 8 952 | 11 404 | 10 818 | 12 500 | - | - | - |

## Personnalités liées

### Anciens étudiants
- Martha Asunción Alonso, poétesse espagnole

### Enseignants
- Suzanne Varga, hispaniste
- Frédéric Turpin, historien
- Agnès Walch, historienne
- Laurent Neyret, juriste
- Frédéric Leturque, homme politique

## Sources